# J. Paul Getty Museum Trust
Il J. Paul Getty Museum Trust è una delle istituzioni d'arte più ricche del mondo, con un patrimonio stimato nel 2017 di $  6,9 miliardi. La sede è a Los Angeles, in California, J. Paul Getty Museum Trust ha due sedi, una è il Getty Center di Los Angeles e l'altra è la Villa Getty nel distretto di Pacific Palisades di Los Angeles, California. Oltre alle due sedi fisiche esiste la Getty Foundation, il Getty Research Institute e il Getty Conservation Institute.